# إد سميث (كرة سلة)
إد سميث (بالإنجليزية: Ed Smith)‏ مواليد 5 يوليو 1929 في وست جفرسون - الوفاة 25 نوفمبر 1998، كان لاعب كرة سلة أمريكي. بدأ مسيرته الاحترافية في سنة 1953. تم اختياره من قبل فريق نيويورك نيكس خلال الدرافت. حمل الرقم 14. بلغ طوله 6 قدم 6 بوصة (2.0 م). اعتزل اللعب في 1954.

## روابط خارجية
- إد سميث على موقع إن بي أي (الإنجليزية)
- إد سميث على موقع سبورتس رفرنس (الإنجليزية)
- إد سميث على موقع ريلجم (الإنجليزية)
- إد سميث على موقع بروبوليرز (الإنجليزية)